# Campeonato Mundial de Curling Masculino de 2012
El LIV Campeonato Mundial de Curling Masculino se celebró en Basilea (Suiza) entre el 31 de marzo y el 8 de abril de 2012 bajo la organización de la Federación Mundial de Curling (WCF) y la Federación Suiza de Curling.
Las competiciones se realizaron en el St. Jakobshalle de la ciudad suiza.

## Tabla de posiciones
| Pos | Equipo          | G  | P | G–P |
| --- | --------------- | -- | - | --- |
| 1   | Canadá          | 10 | 1 | –   |
| 2   | Escocia         | 8  | 3 | 1–0 |
| 3   | Noruega         | 8  | 3 | 0–1 |
| 4   | Suecia          | 7  | 4 | 1–0 |
| 5   | Nueva Zelanda   | 7  | 4 | 0–1 |
| 6   | China           | 6  | 5 | 1–0 |
| 7   | Dinamarca       | 6  | 5 | 0–1 |
| 8   | Estados Unidos  | 4  | 7 | –   |
| 9   | Suiza           | 3  | 8 | 1–0 |
| 10  | Francia         | 3  | 8 | 0–1 |
| 11  | Alemania        | 2  | 9 | 1–0 |
| 12  | República Checa | 2  | 9 | 0–1 |

## Cuadro final
|  | Clasif. a semifinal | Clasif. a semifinal | Clasif. a semifinal |  |  | Semifinal | Semifinal |  |              | Final        | Final |
|  |                     |                     |                     |  |  |           |           |  |              |              |       |
|  | 1                   | Canadá              | 7                   |  |  |           |           |  |              |              |       |
|  | 2                   | Escocia             | 6                   |  |  |           |           |  |              | Canadá       | 8     |
|  |                     |                     |                     |  |  | Escocia   | 7         |  | Escocia      | 7            |       |
|  |                     | Suecia              | 6                   |  |  |           |           |  |              |              |       |
|  | 3                   | Noruega             | 6                   |  |  |           |           |  | Tercer lugar | Tercer lugar |       |
|  | 4                   | Suecia              | 8                   |  |  |           |           |  |              |              |       |
|  |                     |                     |                     |  |  |           |           |  |              | Suecia       | 9     |
|  |                     |                     |                     |  |  |           |           |  |              | Noruega      | 8     |

## Medallistas
| Evento    | Oro                                                                                | Plata                                                                                | Bronce                                                                                     |
| --------- | ---------------------------------------------------------------------------------- | ------------------------------------------------------------------------------------ | ------------------------------------------------------------------------------------------ |
| Masculino | Canadá · Glenn Howard · Wayne Middaugh · Brent Laing · Craig Savill · Scott Howard | Escocia Thomas Brewster Greg Drummond Scott Andrews Michael Goodfellow David Edwards | Suecia · Niklas Edin · Sebastian Kraupp · Fredrik Lindberg · Viktor Kjäll · Oskar Eriksson |